# کتاب سال حوزه
کتاب سال حوزه عنوان یک جایزه است که توسط معاونت پژوهش حوزه‌های علمیه و هر ساله از سال ۱۳۷۸ تا کنون به کتاب برگزیده اهدا می‌گردد. آثاری که در همایش کتاب سال حوزه مورد بررسی قرار می‌گیرد، باید در حوزه دین و علوم انسانی بوده و اعم از ترجمه، تألیف، تحقیق، تصحیح و تدوین می‌باشد. این همایش مربوط به حوزه‌های علمیه ایران است و در دهه فجر برگزار می‌گردد.

## هدف و انگیزه
هدف از این همایش، ارتقاء سطح پژوهش در حوزه‌های علمیه، شناسایی پژوهشگران و مقالات برتر و سوق این پژوهش‌های به سمت نیازهای روز جامعه و نظام اسلامی بیان شده‌است. در این راستا، آثاری که برای دبیرخانه این همایش ارسال می‌شود، در یازده موضوع مورد بررسی قرار خواهند گرفت: «تفسیر و علوم قرآن، حدیث، درایه و رجال، فلسفه، کلام، اخلاق و عرفان، تاریخ، سیره و تراجم، فقه و اصول، کتب مرجع، ادبیات و هنر، علوم اجتماعی، اقتصاد، مدیریت، حقوق، علوم سیاسی، علوم تربیتی، روان‌شناسی، تصحیح و تحقیق، تکنولوژی آموزشی و انقلاب اسلامی»

## عوامل
این همایش به همت معاونت پژوهش حوزه‌های علمیه برگزار می‌گردد و دبیر اجرایی آن، مهدی نیکبخت و دبیرکل همایش ابوالقاسم مقیمی‌حاجی است. هیئت داوران این همایش، ۸۰ نفر بوده که به صورت میانگین در هر رشته تخصصی، سه تا پنج داور که خودشان از محققان و صاحب‌نظران در آن رشته می‌باشند، محسوب می‌گردند. شیوه انتخاب هیئت داوران و رئیس آنان نیز برعهده شورای سیاست‌گذاری است که رئیس حوزه‌های علمیه ریاست آن را برعهده دارد.

## دوره‌ها

### یازدهمین دوره
در این دوره، از خدمات علمی مرتضی مطهری و سید جعفر مرتضی عاملی تجلیل شد.

### سیزدهمین دوره

#### برگزیدگان
| بخش                     | شاخه | عنوان کتاب                                                                 | پدیدآورنده(ها)          | ناشر                                           | منبع  |
| ----------------------- | ---- | -------------------------------------------------------------------------- | ----------------------- | ---------------------------------------------- | ----- |
| اخلاق و عرفان           |      | فضیلت محبت خدا و جایگاه آن در فلسفه اخلاق اسلام و مسیحیت (به زبان انگلیسی) | سید محمدرضا حجازی       | اسرا (نشر در آمریکا)                           | [ ۶ ] |
| اقتصاد و مدیریت         |      | اقتصاد منابع طبیعی از منظر اسلام (اصول و مبانی)                            | سعید فراهانی فرد        | سازمان انتشارات پژوهشگاه فرهنگ و اندیشه اسلامی | [ ۶ ] |
| ترجمه                   |      | اقتدا به محمد (ص)                                                          | قاسم کاکایی             | هرمس                                           | [ ۶ ] |
| ترجمه                   |      | الهی عنایات (ترجمه کامل الزیارات به زبان اردو)                             | سید شجاعت حسین‌رضوی      | al-rasoolpublications (india)                  | [ ۶ ] |
| تصحیح و ترجمه           |      | الاعتقادات                                                                 | موسسه الامام الهادی (ع) | پیام امام هادی (ع)                             | [ ۶ ] |
| حقوق و علوم سیاسی       |      | آزادی دینی از منظر حقوق بین‌الملل با نگاهی به رهیافت اسلامی                 | سعید رهایی              | دانشگاه مفید                                   | [ ۶ ] |
| حقوق و علوم سیاسی       |      | پژوهشی فقهی ـ حقوقی در جرایم مطبوعاتی                                      | عادل ساریخانی           | پژوهشگاه علوم و فرهنگ اسلامی                   | [ ۶ ] |
| حقوق و علوم سیاسی       |      | حقوق قراردادها در فقه امامیه جلد دوم                                       | سید حسن وحدتی شبیری     | پژوهشگاه حوزه و دانشگاه                        | [ ۶ ] |
| حقوق و علوم سیاسی       |      | نقد و بررسی مطالعه فلسفه سیاسی اسلامی در غرب                               | محسن رضوانی             | بوستان کتاب                                    | [ ۶ ] |
| علوم تربیتی و روان‌شناسی |      | بررسی تحول ایمان به خدا در دوره کودکی و نوجوانی و آغاز جوانی               | محمود نوذری             |                                                | [ ۶ ] |
| علوم تربیتی و روان‌شناسی |      | بهداشت روانی با نگرش به منابع اسلامی                                       | محمد صادق شجاعی         | پژوهشگاه حوزه و دانشگاه                        | [ ۶ ] |
| فقه و اصول              |      | شرح الحلقه الثالثه جلد ۱ و ۲                                               | محمد فاضل الزبيدي       | دارالفراقد                                     | [ ۶ ] |
| فلسفه و کلام            |      | بدیهی و نقش آن در معرفت‌شناسی                                               | عباس عارفی              | مؤسسه آموزشی و پژوهشی امام خمینی (ره)          | [ ۶ ] |
| فلسفه و کلام            |      | حکمت اشراق جلد ۱ و ۲                                                       | سید یدالله یزدان پناه   | پژوهشگاه حوزه و دانشگاه                        | [ ۶ ] |
| فلسفه و کلام            |      | گزارش، تحلیل و نقد نظریه امر الاهی آدامز                                   | سیده منا موسوی          |                                                | [ ۶ ] |
| فلسفه و کلام            |      | منطق فهم دین                                                               | علی اکبر رشاد           | سازمان انتشارات پژوهشگاه فرهنگ و اندیشه اسلامی | [ ۶ ] |
| کتب مرجع                |      | فهارس الشیعه جلد الاول                                                     | مهدی خدامیان آرانی      | مؤسسه کتاب‌شناسی شیعه                           | [ ۶ ] |

### چهاردهمین دوره

#### برگزیدگان
| بخش               | شاخه | عنوان کتاب                                                | پدیدآورنده(ها)                    | ناشر | منبع  |
| ----------------- | ---- | --------------------------------------------------------- | --------------------------------- | ---- | ----- |
| فلسفه و کلام      |      | معرفت پیشین                                               | سید علی طاهری خرم‌آبادی            |      | [ ۷ ] |
| فلسفه و کلام      |      | کمال نهایی انسان و راه تحصیل آن از دیدگاه فیلسوفان اسلامی | مهدی عبداللهی                     |      | [ ۷ ] |
| فلسفه و کلام      |      | فلسفه دین دیوید هیوم                                      | محمد فتحعلی خانی                  |      | [ ۷ ] |
| علوم اجتماعی      |      | غرب‌شناسی علمای شیعه در تجربه ایران معاصر                  | حمد رهدار                         |      | [ ۷ ] |
| علوم اجتماعی      |      | منطق کارکردی و دفاع از دین                                | امان اله فصیحی                    |      | [ ۷ ] |
| حقوق و علوم سیاسی |      | شیعیان افغانستان                                          | محمدحسین خلوصی و همکاران          |      | [ ۷ ] |
| حقوق و علوم سیاسی |      | حقوق زن و خانواده                                         | محمود حکمت‌نیا                     |      | [ ۷ ] |
| تکنولوژی آموزشی   |      | درآمدی بر دانش مفردات قرآن                                | سید محمود طیب حسینی               |      | [ ۷ ] |
| تصحیح وتحقیق      |      | مراة الکتب                                                | محمدعلی حائری، علی صدرایی خویی    |      | [ ۷ ] |
| تصحیح وتحقیق      |      | الدر المنثور من المأثور و غیر المأثور                     | محمد فاضل الزبيدي                 |      | [ ۷ ] |
| ترجمه             |      | در پی فضیلت (تحقیقی در نظریه اخلاقی)                      | حمید حوالی شهریاری، محمدعلی شمالی |      | [ ۷ ] |
| ادبیات و هنر      |      | بهتر بنویسیم                                              | رضا بابایی                        |      | [ ۷ ] |

### پانزدهمین دوره

#### برگزیدگان
| بخش          | شاخه | عنوان کتاب                                          | پدیدآورنده(ها)           | ناشر | منبع  |
| ------------ | ---- | --------------------------------------------------- | ------------------------ | ---- | ----- |
|              |      | فضائل امیرالمؤمنین علی بن ابی‌طالب (ع)               | سید عبدالعزیز طباطبایی   |      | [ ۸ ] |
|              |      | الأربعین                                            | مکتبه العلامه المجلسی    |      | [ ۸ ] |
|              |      | اصل عدم مداخله در اسلام و حقوق بین‌الملل             | سید مصطفی میرمحمدی عزیزی |      | [ ۸ ] |
|              |      | بررسی فقهی حقوقی مسؤولیت مدنی ناشی از تصمیمات قضایی | محمد صالحی مازندرانی     |      | [ ۸ ] |
| فلسفه و کلام |      | نگرش‌های فلسفی سیاسی در آرای صدرالمتألهین            | شریف لک‌زایی              |      | [ ۸ ] |
|              |      | جهان‌های اجتماعی                                     | حمید پارسانیا            |      | [ ۸ ] |
|              |      | جایگاه خانواده و جنسیت در نظام تربیتی رسمی          | محمدرضا زیبایی نژاد      |      | [ ۸ ] |
|              |      | بازار سرمایه اسلامی                                 | سید عباس موسویان         |      | [ ۸ ] |
| فلسفه و کلام |      | حدوث جسمانی نفس                                     | ابوالحسن غفاری           |      | [ ۸ ] |
|              |      | المدنیات                                            | حسین واثقی               |      | [ ۸ ] |
| فلسفه و کلام |      | شناخت وهابیت                                        | نجم الدین طبسی           |      | [ ۸ ] |

### شانزدهمین دوره
در این دوره از ناصر مکارم شیرازی به عنوان شخصیت برجسته فقهی و تفسیری و همچنین از سید محمدرضا حسینی جلالی حائری به عنوان محقق برجسته حوزه‌های علمیه، تجلیل شد.

#### برگزیدگان
| بخش    | شاخه | عنوان کتاب                     | پدیدآورنده(ها)                                      | ناشر                         | منبع   |
| ------ | ---- | ------------------------------ | --------------------------------------------------- | ---------------------------- | ------ |
| موسوعه |      | موسوعة الشهید الثانی           | تحقیق: مرکز احیای آثار اسلامی سرپرست: علی‌اوسط ناطقی | پژوهشگاه علوم و فرهنگ اسلامی | [ ۹ ]  |
| حدیث   |      | معجم الاحادیث المعتبرة         | محمدآصف محسنی                                       |                              | [ ۹ ]  |
|        |      | عقل و دین                      | علی ربانی گلپایگانی                                 |                              | [ ۹ ]  |
|        |      | نظریه‌سازی دینی در علوم اجتماعی | حسین بستان                                          |                              | [ ۹ ]  |
|        |      |                                | عبداللطیف عالمی                                     |                              | [ ۱۰ ] |
|        |      |                                | محمد میری                                           |                              | [ ۱۰ ] |
|        |      |                                | مسعود رهبری، اشکان بحرانی                           |                              | [ ۱۰ ] |

### هفدهمین دوره

#### برگزیدگان
| بخش                     | شاخه | عنوان کتاب                                                            | پدیدآورنده(ها)                       | ناشر                                 | منبع   |
| ----------------------- | ---- | --------------------------------------------------------------------- | ------------------------------------ | ------------------------------------ | ------ |
| فقه و اصول              |      | میراث فرهنگی                                                          | سید صادق سیدحسینی                    | شرکت انتشارات علمی و فرهنگی          | [ ۱۱ ] |
| ترجمه                   |      | القرآن الکریم و معانیه باللغة الیابانیة                               | تاتسوئیچی ساوادا                     | ترجمان وحی                           | [ ۱۱ ] |
| کتب مرجع                |      | دانشنامه امام مهدی (عج)                                               | پژوهشگاه قرآن و حدیث                 | دارالحدیث                            | [ ۱۱ ] |
| ترجمه                   |      | دانشنامه امام مهدی (عج)                                               | عبدالهادی مسعودی                     | دارالحدیث                            | [ ۱۱ ] |
| تصحیح و تحقیق           |      | انوار الفقاهة                                                         | مرکز احیای آثار اسلامی               | پژوهشگاه علوم و فرهنگ اسلامی         | [ ۱۱ ] |
| تصحیح و تحقیق           |      | مجالس المؤمنین                                                        | بنیاد پژوهشهای اسلامی آستان قدس رضوی | بنیاد پژوهش‌های اسلامی آستان قدس رضوی | [ ۱۱ ] |
| تصحیح و تحقیق           |      | لوامع الاسرار فی شرح مطالع الانوار                                    | ابوالقاسم رحمانی آملی                | مؤسسه پژوهشی حکمت و فلسفه ایران      | [ ۱۱ ] |
| علوم تربیتی و روان‌شناسی |      | تربیت فرزند با رویکرد فقهی                                            | علیرضا اعرافی و همکاران              | مؤسسه اشراق و عرفان                  | [ ۱۱ ] |
| کتب مرجع                |      | دانشنامه فاطمی (س)                                                    | پژوهشگاه فرهنگ و اندیشه اسلامی       | پژوهشگاه فرهنگ و اندیشه اسلامی       | [ ۱۱ ] |
| تاریخ، سیره و تراجم     |      | فلسفه نظری تاریخ (مفاهیم و نظریه‌ها)                                   | مجید کافی                            | پژوهشگاه حوزه و دانشگاه و سمت        | [ ۱۱ ] |
| فلسفه                   |      | بررسی نظریه «تطابق عوالم» با تأکید بر آثار و لوازم آن از منظر ملاصدرا | نرجس رودگر                           |                                      | [ ۱۱ ] |
| علوم تربیتی و روان‌شناسی |      | ساختار شخصیت از دیدگاه اسلام در چارچوب رویکرد صفت                     | محمدصادق شجاعی                       |                                      | [ ۱۱ ] |
| حدیث، درایه و رجال      |      | مبانی و معیارهای جرح و تضعیف در نزد قدمای شیعه                        | مهدی غلامعلی                         |                                      | [ ۱۱ ] |

### هجدهمین دوره

#### برگزیدگان
| بخش               | شاخه | عنوان کتاب                                                                               | پدیدآورنده(ها)                      | ناشر                   | منبع   |
| ----------------- | ---- | ---------------------------------------------------------------------------------------- | ----------------------------------- | ---------------------- | ------ |
| تفسیر و علوم قرآن |      | جمع القرآن                                                                               | سید علی شهرستانی                    |                        | [ ۱۲ ] |
| تفسیر و علوم قرآن |      | قواعد تفسیر قرآن                                                                         | علی‌اکبر بابایی                      |                        | [ ۱۲ ] |
|                   |      | تحریر ایقاظ النائمین                                                                     | عبدالله جوادی آملی                  |                        | [ ۱۲ ] |
|                   |      | الحیاة                                                                                   | محمدرضا حکیمی                       |                        | [ ۱۲ ] |
|                   |      | الصحابه الکرام                                                                           | علی احمدیان، مرکز احیای آثار اسلامی | مرکز احیای آثار اسلامی | [ ۱۲ ] |
|                   |      | چیستی و نقش قضایای تحلیلی و ترکیبی در منطق و معرفت‌شناسی                                  | احمد ابوترابی                       |                        | [ ۱۲ ] |
|                   |      | عمدة (عیون صحاح الاخبار فی مناقب امام الابرار)                                           | سعید عرفانیان                       |                        | [ ۱۲ ] |
|                   |      | شئون معصوم و نقش آن در استنباط                                                           | سید محمد رضی آصف آگاه               |                        | [ ۱۲ ] |
|                   |      | تحلیل معناشناسی، گونه‌شناسی و هستی شناختی مصلحت از دیگاه علامه طباطبایی و جان استوارت میل | مهدی برهان                          |                        | [ ۱۲ ] |

### نوزدهمین دوره

#### برگزیدگان
| بخش | شاخه | عنوان کتاب                                                       | پدیدآورنده(ها)                                                                           | ناشر | منبع   |
| --- | ---- | ---------------------------------------------------------------- | ---------------------------------------------------------------------------------------- | ---- | ------ |
|     |      | قانون اخلاق بر پایه نقد عقل به عقل                               | علی عابدی شاهرودی                                                                        |      | [ ۱۳ ] |
|     |      | موسوعه العلامه الاردوبادی                                        | سید مهدی آل مجدد شیرازی                                                                  |      | [ ۱۳ ] |
|     |      | جایگاه وحی در فلسفه سیاسی                                        | احمد رضا یزدانی مقدم                                                                     |      | [ ۱۳ ] |
|     |      | نظریه استاد مصباح دربارهٔ ارجاع اولیات به علم حضوری تبیین و بررسی | مهدی احمدخان بیگی                                                                        |      | [ ۱۳ ] |
|     |      | تأسیس الشیعه الکرام لعلوم الاسلام                                | تألیف: سید حسن صدر کاظمی عاملی تحقیق: محمدجواد محمودی تعلیق و مراجعه: سید عبدالستار حسنی |      | [ ۱۳ ] |
|     |      | اعراب نهج‌البلاغه                                                 | محمد، جلیل و عباس الحسناوی                                                               |      | [ ۱۳ ] |
|     |      | سیمای دوازده امام در میراث مکتوب اهل سنت                         | منصور داداش‌نژاد                                                                          |      | [ ۱۳ ] |

#### شایسته تقدیر
| بخش | شاخه | عنوان کتاب                                                                                                | پدیدآورنده(ها)         | ناشر | منبع   |
| --- | ---- | --- | ---------------------- | ---- | ------ |
|     |      | فقه و حقوق قراردادها                                                                                      | ابوالقاسم علیدوست      |      | [ ۱۳ ] |
|     |      | فروغ معرفت در اسرار خلافت و ولایت                                                                         | سید یدالله یزدان‌پناه   |      | [ ۱۳ ] |
|     |      | فروغ معرفت در اسرار خلافت و ولایت                                                                         | سعید هلالیان           |      | [ ۱۳ ] |
|     |      | مدل کار در سبک زندگی با رویکرد اخلاق اسلامی                                                               | عبدالله غلامی          |      | [ ۱۳ ] |
|     |      | معیار سنجش گزاره‌های شهودی-وجودی                                                                           | علی فضلی               |      | [ ۱۳ ] |
|     |      | نظریه توسعه کارکرد فعل معصوم در استنباط آموزه‌های دینی                                                     | مهدی مردانی            |      | [ ۱۳ ] |
|     |      | ترجمه قرآن کریم به زبان ترکی استانبولی                                                                    | ابوالفضل کجاداغ        |      | [ ۱۳ ] |
|     |      | سیره صحیح پیامبر اعظم (ص)                                                                                 | حسین تاج آبادی         |      | [ ۱۳ ] |
|     |      | تطورشناسی سیره نگاری با تکیه بر نقش اصحاب امامان                                                          | حسین حسینیان مقدم      |      | [ ۱۳ ] |
|     |      | تبیین نقش عوامل فرهنگی بر تغییرات باروری در ایران و ارائه الگوی مطلوب برای افزایش آن به بالای سطح جانشینی | اسماعیل چراغی کوتیانی  |      | [ ۱۳ ] |
|     |      | آموزه امت اسلامی در قرآن کریم و تبیین قابلیت‌های فرهنگی و تمدنی آن                                         | امیرمحسن عرفان         |      | [ ۱۳ ] |
|     |      | ارزش معرفت شناختی دلیل نقلی                                                                               | عبدالله محمدی          |      | [ ۱۳ ] |
|     |      | مختصر المراسم العلویه                                                                                     | احمد، علی و مجید الحلی |      | [ ۱۳ ] |
|     |      | المختصر فی اخبار مشاهیر الطالبیه و الائمه الاثنی عشر                                                      | سید علاء الموسوی       |      | [ ۱۳ ] |
|     |      | سرنوشت اسیر در اسلام                                                                                      | سید علی میرشرف الدین   |      | [ ۱۳ ] |
|     |      | فهرست توصیفی نسخه‌های خطی فارسی انستیتو دستنویس‌های شرقی فرهنگستان علوم روسیه-سنت پترزبورگ                  | حسین متقی              |      | [ ۱۳ ] |
|     |      | المصحف الشریف المنسوب الی علی بن هلال البغدادی المعروف بابن البواب                                        | علی عبدالحسین الصفار   |      | [ ۱۳ ] |
|     |      | بازخوانی و آسیب‌شناسی تحلیل‌های انقلاب اسلامی ایران بر اساس تئوری کاریزمای مارکس وبر                        | نیره قوی               |      | [ ۱۳ ] |
|     |      | مبانی و الگوی رفتاری سبک زندگی از دیدگاه قرآن کریم                                                        | حلیمه اخلاقی           |      | [ ۱۳ ] |

### بیستمین دوره
به جهت مصادفت با چهلمین سال پیروزی انقلاب اسلامی ایران، مقالات در حوزه انقلاب اسلامی در بخش ویژه مورد بررسی قرار گرفت.

#### برگزیدگان
| بخش   | شاخه        | عنوان کتاب         | پدیدآورنده(ها) | ناشر | منبع   |
| ----- | ----------- | ------------------ | -------------- | ---- | ------ |
| فلسفه | فلسفه عرفان | ماهیت معرفت عرفانی | مسعود اسماعیلی |      | [ ۱۵ ] |

### بیست و یکمین دوره
قرار است بیست و یکمین دوره این همایش، با سخنرانی یک مرجع تقلید شیعه و رئیس حوزه‌های علمیه در بهمن ۱۳۹۸ برگزار گردد.